# Karaj

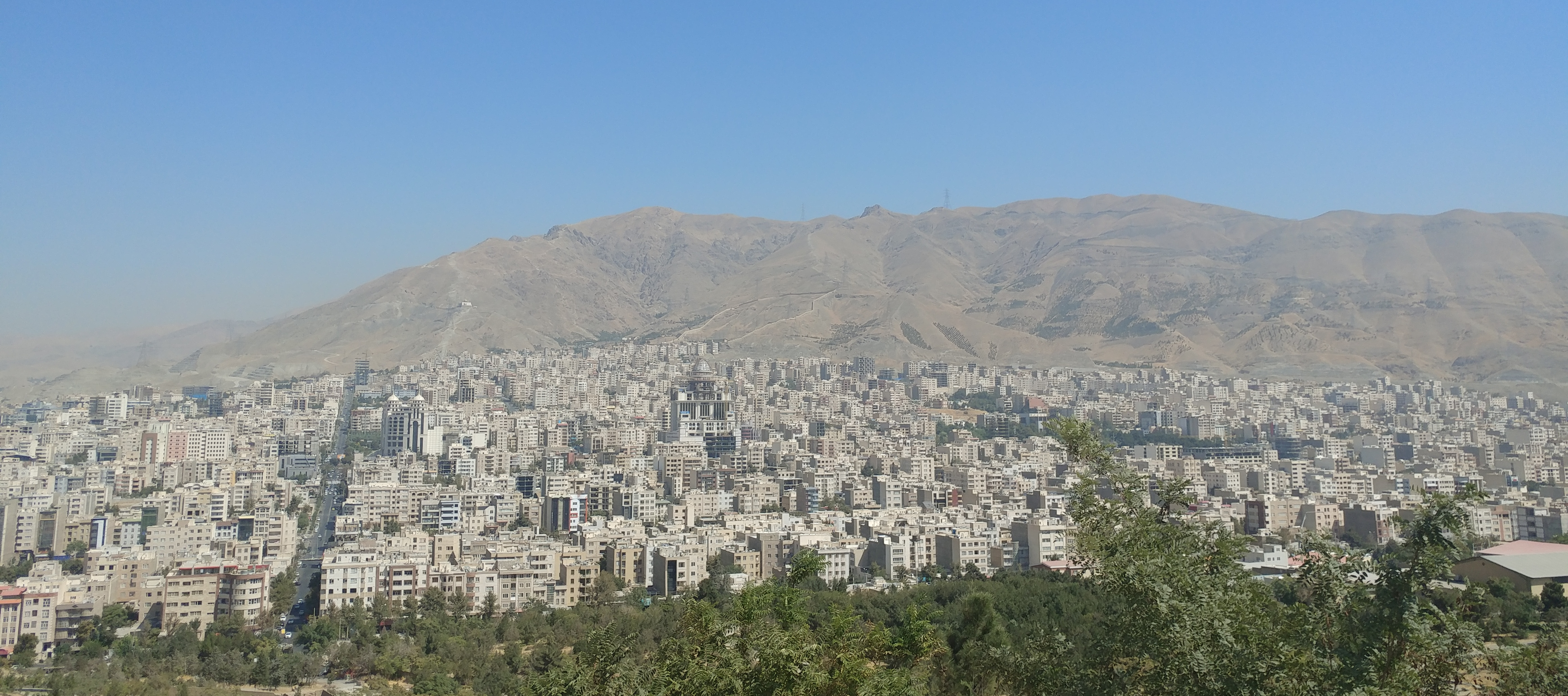
Quang cảnh khu vực Karaj.

Karaj (tiếng Ba Tư: کرج, phát âm [kæɾædʒ]) là thủ phủ của tỉnh Alborz, thành phố nằm 20 km về phía Tây của Tehran, tại chân đồi của dãy núi Alborz.
Karaj đã dân số 1.377.450 người trong cuộc tổng điều tra năm 2006, khiến nó thành phố lớn thứ năm tại Iran sau Tehran, Mashhad, Isfahan và Tabriz. (xem thêm Danh sách các thành phố Iran theo dân số) Tuy nhiên, thành phố đang ngày càng trở thành một phần mở rộng của thủ đô Tehran.
Karaj chủ yếu là nổi tiếng về giáo dục cùng với các điểm tham quan du lịch.

## Khí hậu
| Dữ liệu khí hậu của Karaj (1985–2010)                                                                                      | Dữ liệu khí hậu của Karaj (1985–2010) | Dữ liệu khí hậu của Karaj (1985–2010) | Dữ liệu khí hậu của Karaj (1985–2010) | Dữ liệu khí hậu của Karaj (1985–2010) | Dữ liệu khí hậu của Karaj (1985–2010) | Dữ liệu khí hậu của Karaj (1985–2010) | Dữ liệu khí hậu của Karaj (1985–2010) | Dữ liệu khí hậu của Karaj (1985–2010) | Dữ liệu khí hậu của Karaj (1985–2010) | Dữ liệu khí hậu của Karaj (1985–2010) | Dữ liệu khí hậu của Karaj (1985–2010) | Dữ liệu khí hậu của Karaj (1985–2010) | Dữ liệu khí hậu của Karaj (1985–2010) |
| Tháng | 1                                     | 2                                     | 3                                     | 4                                     | 5                                     | 6                                     | 7                                     | 8                                     | 9                                     | 10                                    | 11                                    | 12                                    | Năm                                   |
| --- | ------------------------------------- | ------------------------------------- | ------------------------------------- | ------------------------------------- | ------------------------------------- | ------------------------------------- | ------------------------------------- | ------------------------------------- | ------------------------------------- | ------------------------------------- | ------------------------------------- | ------------------------------------- | ------------------------------------- |
| Cao kỉ lục °C (°F) | 18.2 (64.8)                           | 19.8 (67.6)                           | 27.4 (81.3)                           | 33.0 (91.4)                           | 34.6 (94.3)                           | 39.2 (102.6)                          | 42.0 (107.6)                          | 40.2 (104.4)                          | 37.2 (99.0)                           | 31.8 (89.2)                           | 25.0 (77.0)                           | 20.0 (68.0)                           | 42.0 (107.6)                          |
| Trung bình ngày tối đa °C (°F)                                                                                             | 6.1 (43.0)                            | 9.0 (48.2)                            | 14.2 (57.6)                           | 20.7 (69.3)                           | 26.2 (79.2)                           | 32.6 (90.7)                           | 35.2 (95.4)                           | 34.5 (94.1)                           | 30.4 (86.7)                           | 23.5 (74.3)                           | 15.1 (59.2)                           | 8.9 (48.0)                            | 21.4 (70.5)                           |
| Trung bình ngày °C (°F) | 1.8 (35.2)                            | 4.1 (39.4)                            | 8.7 (47.7)                            | 14.5 (58.1)                           | 19.2 (66.6)                           | 24.6 (76.3)                           | 27.1 (80.8)                           | 26.8 (80.2)                           | 22.9 (73.2)                           | 17.1 (62.8)                           | 9.9 (49.8)                            | 4.6 (40.3)                            | 15.1 (59.2)                           |
| Tối thiểu trung bình ngày °C (°F)                                                                                          | −2.5 (27.5)                           | −0.7 (30.7)                           | 3.2 (37.8)                            | 8.4 (47.1)                            | 12.2 (54.0)                           | 16.5 (61.7)                           | 19.0 (66.2)                           | 19.1 (66.4)                           | 15.3 (59.5)                           | 10.8 (51.4)                           | 4.8 (40.6)                            | 0.3 (32.5)                            | 8.9 (48.0)                            |
| Thấp kỉ lục °C (°F) | −17.0 (1.4)                           | −15.6 (3.9)                           | −10.5 (13.1)                          | −3.5 (25.7)                           | −0.4 (31.3)                           | 7.2 (45.0)                            | 10.6 (51.1)                           | 12.0 (53.6)                           | 7.0 (44.6)                            | −0.5 (31.1)                           | −6.0 (21.2)                           | −14.6 (5.7)                           | −17.0 (1.4)                           |
| Lượng Giáng thủy trung bình mm (inches)                                                                                    | 30.8 (1.21)                           | 32.1 (1.26)                           | 45.4 (1.79)                           | 39.1 (1.54)                           | 19.5 (0.77)                           | 2.7 (0.11)                            | 3.0 (0.12)                            | 1.2 (0.05)                            | 1.6 (0.06)                            | 15.1 (0.59)                           | 27.7 (1.09)                           | 33.5 (1.32)                           | 251.7 (9.91)                          |
| Số ngày giáng thủy trung bình (≥ 1.0 mm)                                                                                   | 6.3                                   | 5.7                                   | 6.7                                   | 5.8                                   | 3.7                                   | 1.0                                   | 0.7                                   | 0.3                                   | 0.3                                   | 3.2                                   | 4.8                                   | 5.8                                   | 44.3                                  |
| Số ngày tuyết rơi trung bình                                                                                               | 5.4                                   | 3.7                                   | 1.9                                   | 0.1                                   | 0.0                                   | 0.0                                   | 0.0                                   | 0.0                                   | 0.0                                   | 0.0                                   | 0.5                                   | 2.7                                   | 14.3                                  |
| Độ ẩm tương đối trung bình (%)                                                                                             | 67                                    | 60                                    | 53                                    | 48                                    | 43                                    | 34                                    | 35                                    | 34                                    | 36                                    | 44                                    | 56                                    | 66                                    | 48                                    |
| Số giờ nắng trung bình tháng                                                                                               | 166.3                                 | 169.7                                 | 197.4                                 | 218.1                                 | 280.7                                 | 335.2                                 | 341.5                                 | 340.1                                 | 304.2                                 | 250.1                                 | 187.2                                 | 156.8                                 | 2.947,3                               |
| Nguồn: Iran Meteorological Organization (cực độ), (độ), (giáng thủy), (độ ẩm), (ngày giáng thủy va ngày tuyết rơi), (nắng) |                                       |                                       |                                       |                                       |                                       |                                       |                                       |                                       |                                       |                                       |                                       |                                       |                                       |